# Chelogona carpathicum
Chelogona carpathicum är en mångfotingart som först beskrevs av Robert Latzel 1882.  Chelogona carpathicum ingår i släktet Chelogona och familjen knöldubbelfotingar. Inga underarter finns listade i Catalogue of Life.